# 하산 비샤라
하산 알리 비샤라(아랍어: حسن علي بشارة,‎ 1945년 3월 17일~2017년 7월 24일)는 레바논의 레슬링인이다. 1980년 하계 올림픽 그레코로만형 슈퍼헤비급에서 동메달을 획득했다.